# Corynebacterium minutissimum
Corynebacterium minutissimum ist ein Bakterium. Es ist ein natürlicher Bewohner der menschlichen Haut, kann aber verschiedene Krankheiten hervorrufen. Das Genom wurde vollständig sequenziert.

## Merkmale
Corynebacterium minutissimum ist ein grampositives, fakultativ anaerobes Bakterium. Es hat die Form leicht gekrümmter Stäbchen (Länge 1–2 µm, Durchmesser 0,3–0,6 µm). Es bildet keine Sporen und ist unbeweglich. Die Zellen treten einzeln auf oder bilden rechtwinklige V-Formationen durch Snapping Division.

## Stoffwechsel und Wachstum
Corynebacterium minutissimum kann u. a. die Zucker Glucose, Fructose, Mannose und Maltose nutzen. Es ist nicht hämolytisch, d. h. es werden keine rote Blutkörperchen von dem Bakterium aufgelöst. Katalase und Cytochrome werden gebildet. Optimale Temperatur für das Wachstum liegt zwischen 35 und 37 °C.
Das Peptidoglykan der Zellwand enthält meso-Diaminopimelinsäure, Alanin und Glutaminsäure. Auch kurzkettige Mykolsäuren (28 bis 36 Kohlenstoffatome) sind vorhanden.

## Pathologie
Das Bakterium ist Teil der natürlichen Hautflora des Menschen. Er kann aber auch Erythrasma verursachen und ist opportunistischer Erreger bei Harnwegs-, Atemwegs- und Wundinfektionen. Bei immungeschwächten Patienten wurde es u. a. mit  granulomatösen Läsionen, subkutanen Abszessen und Sepsis in Verbindung gebracht.
Unter UV-Licht (Wood-Lampe) leuchten Kulturen von Corynebacterium minutissimum korallrot. Ursache hierfür ist fluoreszierendes Coproporphyrin III. Diese Eigenschaft wird in der klinischen Praxis ausgenutzt, um Corynebacterium minutissimum von anderen Erregern wie zum Beispiel Dermatophyten zu unterscheiden.